# Scoville Brown
Scoville Brown (Chicago, 13 oktober 1915 – Atlanta, 4 oktober 1994) was een Amerikaanse jazzmuzikant (saxofoon, klarinet) van de dixieland en de swing.

## Biografie
Scoville Brown begon zijn carrière eind jaren 1920 in de band van Junie Cobb en bij de Midnight Ramblers in Chicago. In 1931/1932 speelde hij saxofoon en klarinet bij drummer en orkestleider Fred Avendorph. Van 1933 tot 1935 werkte hij bij Louis Armstrong, midden jaren 1930 bij Jesse Stone, Jack Butler, Claude Hopkins en begeleidde de zangeres Blanche Calloway. Eind decennium studeerde hij aan het Chicago College of Music. Tijdens de jaren 1940 speelde Brown met Slim Gaillard, Fats Waller, Buddy Johnson, Hot Lips Page en in het trio van Eddie Heywood. Daarna werd hij tijdens de Tweede Wereldoorlog opgeroepen voor de United States Army.
Na het einde van de oorlog werkte Brown weer bij Claude Hopkins. In Teddy Wilsons radioshow bij CBS en met Buck Clayton was hij in 1946 te horen in nummers als Dawn Dance, Basies Morning Bluesicals en eind jaren 1940 met Lucky Millinder. Tussen 1948 en 1952 leidde hij een eigen band. Van 1952 tot 1955 speelde hij in dixielandbands, o.a. in het Stuyvesant Casino, en studeerde hij klassieke muziek. In 1956/1957 speelde hij bij Lionel Hampton, met wie hij op een tournee ging in Europa en het Midden-Oosten en eind jaren 1950 met Muggsy Spanier. Brown trad tijdens de jaren 1960 en de vroege jaren 1970 weer op met Claude Hopkins, tijdens de jaren 1980 leidde hij de East Coast Jazz Band. Ondanks zijn talrijke activiteiten als leider van eigen formaties nam hij geen platen op onder zijn eigen naam.

## Overlijden
Scoville Brown overleed in oktober 1994 op bijna 79-jarige leeftijd.